# 北海银行
北海银行是抗日战争和第二次国共内战时期存在于胶东地区的一家银行，由中国共产党领导的地方政权建立，为发钞行。其发行的钞票称为北海币。

## 背景
抗日战争之前，国民政府在全国发行法币作为国币；抗战全面爆发后，日军通过接管、创建银行等方式控制了山东金融，1938年2月成立“中国联合准备银行”发行货币“联银券”；同时社会上流通着大量地方货币，甚至商号自行发行的货币。后两种货币往往缺乏准备金，贬值迅速，造成胶东地区物价飞涨。为巩固和发展政权，中共山东党组织及其政权决定自行发行货币。

## 创建
北海银行的创建时间众说不一，一般认为创建于1938年下半年 。当时胶东地区按方位分为东海、西海、北海、南海几个专区，而蓬莱、黄县、掖县处于胶东北部，北面临海，故命名为北海银行。第一任行长是从青岛回到掖县老家避难的原中鲁银行经理张玉田，银行最初为公私合营性质，总部设在掖县。1939年春，因日军破坏，北海银行一度取消，同年8月恢复。1940年8月，在沂南县成立北海银行总行，原胶东北海银行改为胶东分行，偿还民间资本，成为公办银行。1943年春，鲁中形势恶化，北海银行总行迁至滨海，滨海分行并入总行，鲁中改设分行。同年秋天，清河分行与冀鲁边区分行随区划变动而合并为渤海分行。

## 发行钞票

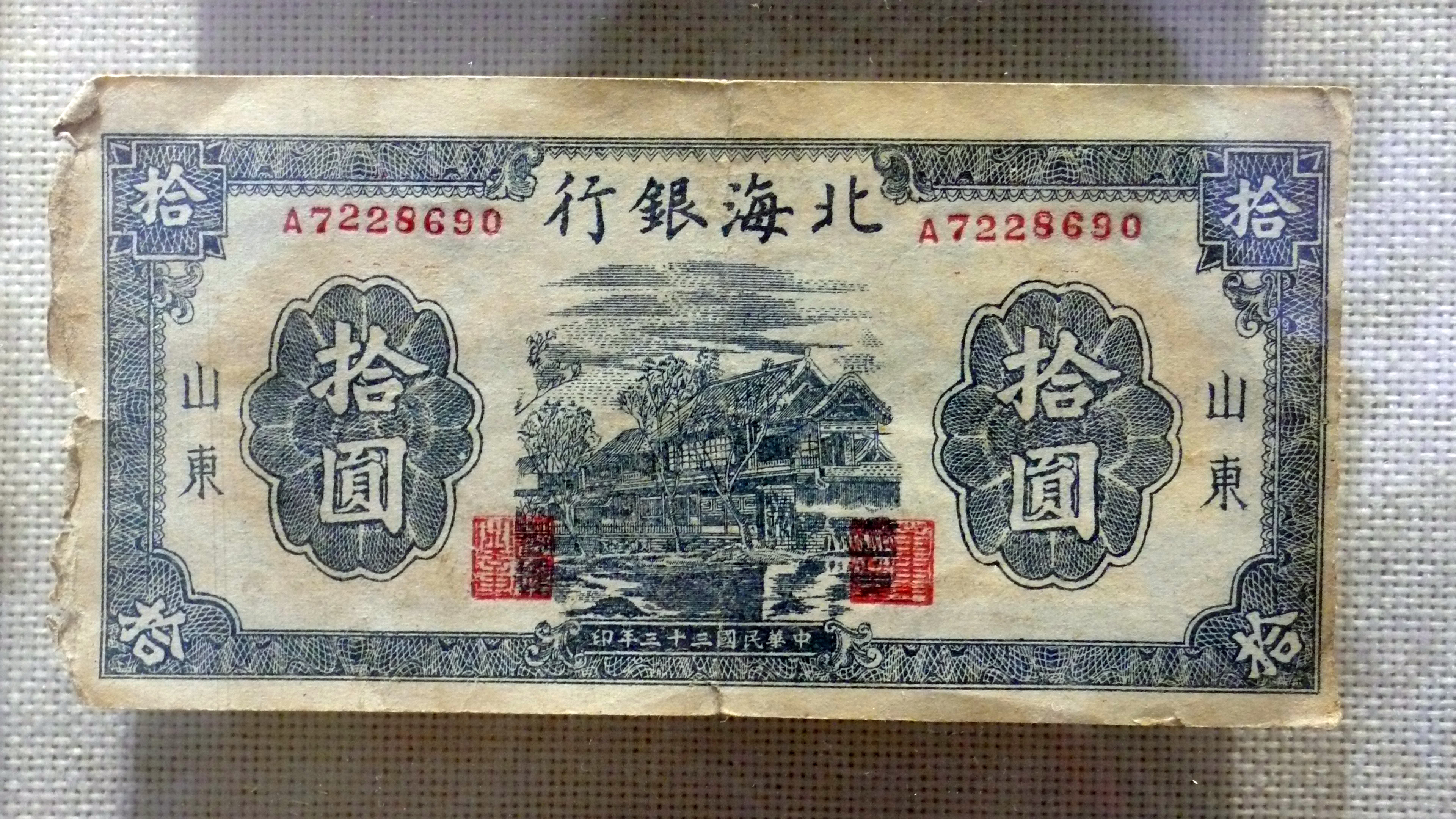
10元

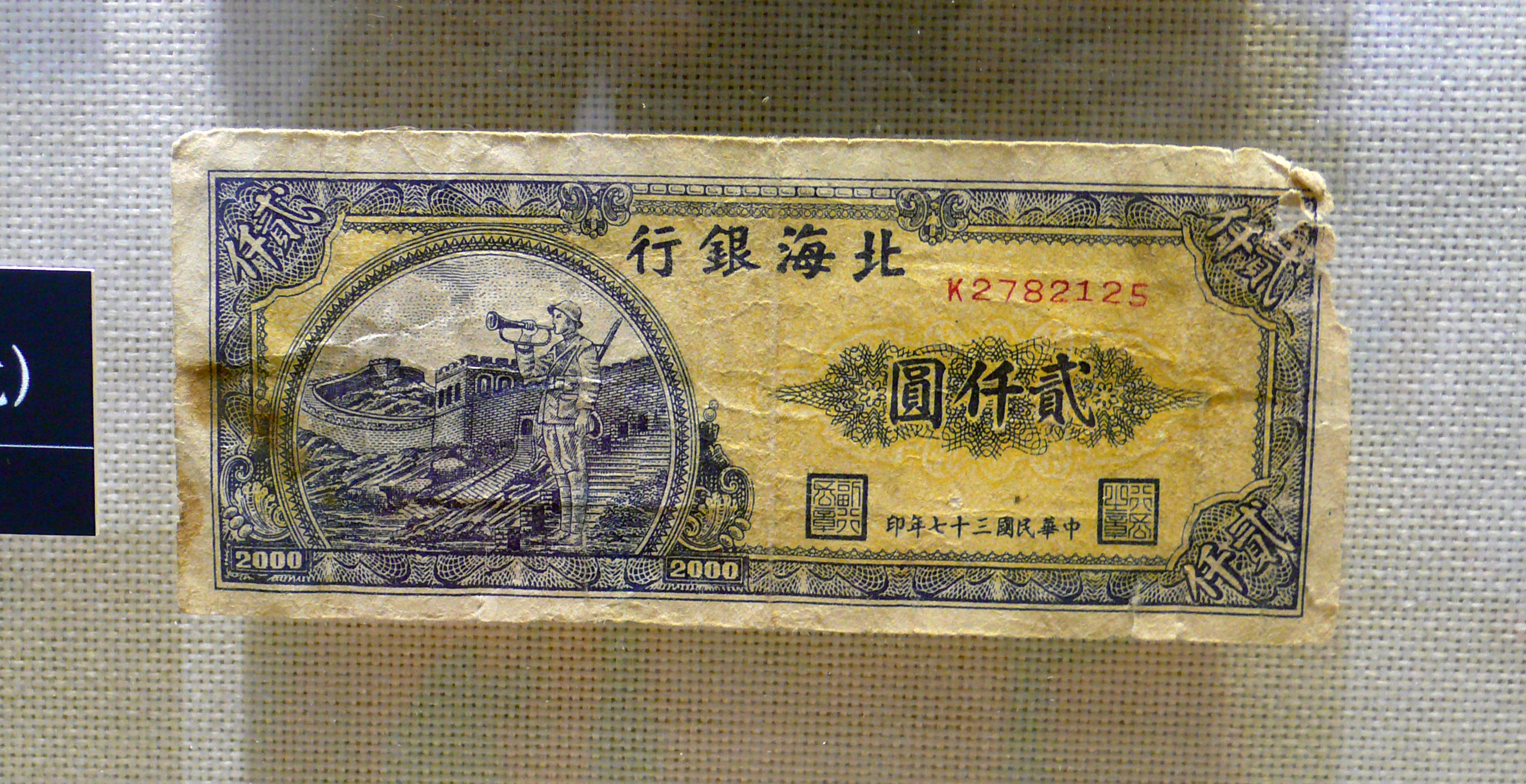
2000元

最初的钞票印版在青岛秘密制作后送往抗日根据地，纸张则秘密从天津购买，委托掖县私人印刷厂印制钞票。最初只是定位为法币的小额票补充，发行一角、二角、伍角、一元4种面值，与法币等价平行流通，票面图案为掖县风景或建筑。同时宣布禁止日伪政权货币及土杂钞流通。1940年改由党委机关报《大公报》社印刷。1941年起拥有自办印钞厂。由于印钞材料困难，同一版别的钞票也有不同。印钞厂设在潍坊市山亭区徐庄镇崔虎峪村、掖县、乳山县冯家乡马家庄村等地。太平洋战争爆发后，日军大量伪造法币及地方货币，导致法币迅速贬值，北海币也随之贬值。于是1942年5月29日，北海币正式与法币脱钩独立，成为山东各解放区本位货币，停用法币。同年因局势恶化，解放区被分割，故改为分区发行，各地区北海币加注地区名，互不通用。1943年，北海银行鲁南支行和鲁中、滨海二区的支行开始独立发行北海币。抗战胜利后，山东各解放区连成一片，三地货币等值流通。
从1944年1月到1945年1月，北海币发行量由2亿元增至6亿元；到抗战胜利前夕，约有7亿元北海币在市场上流通，北海币完全统一了山东抗日根据地的金融市场。

## 存贷款业务
北海银行自创办起就向农民提供无息贷款，同时还贷放实物。1941年起，北海银行开始放款，最初办理工业放款，主要用于军工。1943年始，开展企业存款业务，主要存款户是根据地政府兴办的公营企业。抗战胜利后，北海银行在新解放区的中小城市发放了部分工业贷款，同时逐渐吸收存款，开展城市业务。
1942年5月起，北海银行承办山东抗日根据地金库业务，后转归政府。与此同时，北海银行在一些地区与商号合资经营，甚至自办企业。

## 解放区货币统一
随着国共内战的发展，共产党逐渐占领整个中国北方，华北与山东两大中共解放区完全连成片，同时解放军进行大规模战争要求货币统一。因此自1948年10月5日起，北海币与冀南银行发行的冀南币、晋察冀边区银行发行的边币，在华北与山东两地区准许按固定比价相互流通，北海币与冀南币比价1：1，北海币与晋察冀边币比价1：10。
1948年11月13日起，北海币在华中各解放区内以1：1的比值与华中币混合流通，15日华中银行停止发行纸币，并逐渐收回华中币，北海币成为山东解放区和华中各解放区的法定货币。

## 结束
为进一步统一货币，华北银行、北海银行、西北农民银行于1948年12月1日合并为中国人民银行，以华北银行为总行，发行新币人民币，同时收兑各解放区货币。人民币对北海币的比价为1：100。北海银行撤销，改组为中国人民银行山东省分行。

## 參照
- 日本銀行券
- 朝鮮銀行券
- 臺灣銀行券
- 貿易銀
- 龍銀
- 滿洲中央銀行
- 蒙疆銀行
- 中央儲備銀行
- 中國聯合準備銀行
- 舊臺幣